# 三村浩史
三村 浩史（みむら ひろし、1934年2月8日 - 2024年11月1日）は、日本の都市計画・建築学者。西山夘三に師事。都市計画分野のニュータウンやレクリエーション開発、工住混合地域の問題などに詳しく、日本建築学会地球環境委員会で都市計画分野を担当し、まとめた。京都大学名誉教授。工学博士。

## 経歴
- 和歌山県生まれ。
- 1957年：京都大学工学部建築学科卒業
- 1959年：京都大学大学院工学研究科建築学専攻修士課程修了
- 1959年：大阪府企業局で千里ニュータウンの計画に携わる
- 1961年：京都大学工学部助手
- 1964年：京都大学工学部助教授
- 1965年：ハーグの社会科学研究所で総合計画コースの研修に参加
- 1985年：京都大学工学部教授
- 1997年：京都大学名誉教授
- 京都大学退官後、関西福祉大学教授などを務める。

この間、日本建築学会理事、同都市計画委員長、文化庁文化財保護審議会専門委員、全国竹富島文化協会特別顧問、西山夘三記念すまい・まちづくり文庫代表、公益財団法人京都市景観・まちづくりセンター理事長などを歴任。

## 主な著書
- 『都市を住みよくできるか』日刊工業新聞社 1970年
- 『都市計画と中小零細工業』（共著）新評論社 1978年
- 『住環境を整備する（住環境の計画）』（共著）彰国社 1985年
- 『世界のすまい6000年』（監修、共訳、一部執筆）彰国社 1985年
- 『すまい学のすすめ』彰国社、1989年
- 『観光・リゾート開発の人類学―ホスト&ゲスト論でみる地域文化の対応』（翻訳）、勁草書房 1991年
- 『地域共生の都市計画』学芸出版社 1997年